# Kongpo Gyamda
Pour les articles homonymes, voir Kongpo (homonymie).
Kongpo Gyamda (tibétain : ཀོང་པོ་རྒྱ་མདའ་, Wylie : kong po rgya mda′, chinois : 工布江达镇 ; pinyin : gōngbù jiāngdá zhèn) est un bourg (镇) située dans le Xian de Gongbo'gyamda (dans l'ancien Kongpo), un district administratif de la région autonome du Tibet en Chine. Il est placé sous la juridiction de la ville-préfecture de Nyingchi. La ville se situe à une altitude de 3 200 mètres.